# Nagari Padang Mantinggi
Nagari Padang Mantinggi is een bestuurslaag in het regentschap Pasaman van de provincie West-Sumatra, Indonesië. Nagari Padang Mantinggi telt 6138 inwoners (volkstelling 2010).